# Pra
Pra (engelska: Pra River) är ett vattendrag i Ghana. Det ligger i den södra delen av landet, 170 km väster om huvudstaden Accra.